# Matteo Botrugno e Daniele Coluccini
Matteo Botrugno (Roma, 5 marzo 1981) e  
Daniele Coluccini (Roma, 3 luglio 1981) sono due registi, sceneggiatori e produttori cinematografici italiani.

## Biografia
Matteo Botrugno e Daniele Coluccini hanno diretto nel 2009 Et in terra pax, il loro lungometraggio d'esordio. Il film ha debuttato nel 2010 al Festival Internazionale del Cinema di Venezia - Giornate degli Autori ed è stato selezionato in più di settanta festival internazionali, tra i quali il Tokyo International Film Festival e il Moscow International Film Festival.
Nel 2017 hanno diretto Il contagio, il primo film tratto da un libro del Premio Strega Walter Siti, con il quale sono stati selezionati nuovamente al Festival Internazionale del Cinema di Venezia.
Tra il 2007 e il 2008 hanno diretto la trilogia di cortometraggi Chrysalis, EUROPA e Sisifo, che è valsa loro la partecipazione a più di quaranta festival internazionali.
Et in terra pax ha ricevuto nel 2011 una menzione speciale ai Nastri d’Argento; nello stesso anno è stato distribuito in Italia nelle sale cinematografiche da Cinecittà Luce e in Home video da Cecchi Gori.
Il contagio ha ricevuto nel 2018 due candidature ai Nastri d’Argento per Vinicio Marchioni e Anna Foglietta come miglior attore e miglior attrice non protagonisti.
Nel 2011 la sceneggiatura del lungometraggio Rito di primavera, è stata selezionata all'interno del New Cinema Network, presso il Festival Internazionale del Cinema di Roma; ha partecipato inoltre al mercato del Festival Internazionale del Cinema di Berlino e al mercato internazionale Ventana Sur di Buenos Aires.
Nel 2015 sono stati gli unici europei selezionati al Network of Asian Fantastic Films con la sceneggiatura del lungometraggio Quanto t'amo.
Nel 2016 la sceneggiatura di Rito di primavera è stata selezionata per partecipare al Sundance Mediterranean Screenwriters Workshop 2016.
Il contagio è stato distribuito in Italia da Notorious Pictures e negli Stati Uniti da Breaking Glass Pictures.
Nel 2019 hanno fondato la loro casa di produzione Blue Mirror.
Tra il 2020 e il 2021 hanno girato il film documentario C'è un soffio di vita soltanto, sulla vita di Lucy Salani, transessuale italiana sopravvissuta al campo di concentramento di Dachau. Il film la segue, all'età di 96 anni, nella sua vita di tutti i giorni a Bologna e in alcuni momenti a Dachau, dove era stata invitata per le celebrazioni del 75º anniversario della liberazione del campo. Il titolo del documentario è preso da un verso di una poesia scritta da Lucy stessa.

## Filmografia

### Registi

#### Cortometraggi
- Chrysalis (2007)
- EUROPA (2007)
- Sisifo (2008)

#### Lungometraggi
- Et in terra pax (2011)
- Il contagio (2017)

#### Documentari
- C'è un soffio di vita soltanto (2021)